# Авилий Александрийски
Свети Авилий (на гръцки: Αβίλιος или Αμέλιος; на латински: Avilius, Abilius, Sabellius, Milius, Melyos, † 95) е епископ (патриарх) на Александрия от 83 до 95 г. (по други източници: 84 – 98) и Светия, честван на 22 февруари (по юлианския календар).

## Управление
Той е третият епископ след Свети Апостол Марк и Аниан. Авилий служи по време на управлението на император Домициан. Коптската католическа църква го чества на първия ден на месец Тоут (септември/октомври).
През 96 г. го последва Кедрон († 106).